# Iris aitchisonii
Iris aitchisonii là một loài thực vật có hoa trong họ Diên vĩ. Loài này được (Baker) Boiss. miêu tả khoa học đầu tiên năm 1882.